# Bocicoiu Mare, Maramureș
Bocicoiu Mare (în ucraineană Великий Бичків, transliterat: Velîkîi Bîcikiv; în maghiară Nagybocskó, alternativ Újbocskó) este satul de reședință al comunei cu același nume din județul Maramureș, Transilvania, România.

## Istoric
Numele vechi a localității este Bocicău. Prima atestare documentară: 1364 (Bochko). 
Partea aflată în prezent în România se numea Németbocskó (Bocicăul Nemțesc), iar partea aflată în prezent în Ucraina era Nagybocskó (Bocicăul Mare), adică localitatea propriu zisă.

## Etimologie
Etimologia numelui localității: din n.fam. Bocica (< tema boc- „butuc de lemn”) > Bocico (prin transcriere în limba maghiară, Bocskó) + suf. magh. -i; cu determinantul Mare „întins, vast " (< lat. mas, maris). 

## Demografie
La recensământul din 1930 Bocicoiu Mare număra 781 locuitori, dintre care 301 maghiari, 286 evrei, 111 români, 63 ruteni, 8 germani, 8 slovaci ș.a. Sub aspect confesional populația era alcătuită din 292 romano-catolici, 286 mozaici, 144 greco-catolici, 52 ortodocși și 7 reformați. Ca limbă maternă 332 persoane au declarat limba maghiară, 286 limba idiș, 115 româna, 33 ucraineana, 10 germana ș.a.

## Personalități
- Teodor Romja (1911-1947), episcop greco-catolic, martir al credinței, beatificat